# サム・トムソン
サム・トムソン（Sam Thomson、1994年1月23日 - ）は、スコットランドのラグビー選手。

## プロフィール
- スコットランド・エディンバラ出身[1]。
- ポジションはロック(LO)。
- 身長 198cm、体重 115kg

## 来歴
USAペルピニャン、グラスゴー・ウォリアーズ、ワーリンガー、グレイター・シドニーラムズ、NSWカントリー、エディンバラを経て、2020年、東芝ブレイブルーパス(現・東芝ブレイブルーパス東京)に加入。
2021年2月20日にジャパンラグビートップリーグ第1節トヨタ自動車ヴェルブリッツ戦に先発出場で日本での公式戦初出場を果たす。
2021年、花園近鉄ライナーズに加入。
2022年、花園近鉄ライナーズを退団した。